# Stadion Landhof
Het Stadion Landhof is een multifunctioneel stadion in Basel, een stad in Zwitserland. Het ligt in de wijk Wettstein.
Het terrein van Landhof werd aanvankelijk gebruikt als zomerverblijf van de burgemeester van Basel, Andreas Merian-Iselin. Nazaten van die burgemeester verkochten het gebied in 1892 aan de voetbalclub FC Basel. Die club werd in die tijd opgericht. In 1908 werd er een houten tribune gebouwd. Zo konden er internationale wedstrijden gespeeld worden. Op 5 april 1908 werd de interland tussen Zwitserland en Duitsland gespeeld. Het was de eerste interland ooit voor het Duitse elftal en tevens de derde interland voor Zwitserland. In november 1931 ging een deel van de tribune verloren bij een brand. Het werd in de jaren voor de Tweede Wereldoorlog veel gebruikt competitiewedstrijden en interland van het Zwitsers voetbalelftal. In 1967 verhuisde FC Basel definitief naar het St. Jakob-Park. Het gebruikte dat stadion al een tijdje, maar speelde ook nog in Landhof. Er werd op 16 september 1967 een afscheidswedstrijd gespeeld. Het stadion nog wel worden gebruikt voor training.

## Interlands
| Voetbalinterlands | Voetbalinterlands | Voetbalinterlands               | Voetbalinterlands | Voetbalinterlands                                | Voetbalinterlands |
| №                 | Datum             | Wedstrijd                       | Uitslag           | Competitie                                       | Toeschouwers      |
| ----------------- | ----------------- | ------------------------------- | ----------------- | ------------------------------------------------ | ----------------- |
| 1                 | 5 april 1908      | Zwitserland – Duitsland         | 5–3               | Vriendschappelijk                                | 3.500             |
| 2                 | 20 mei 1909       | Zwitserland – Engeland          | 0–9               | Vriendschappelijk                                | 8.000             |
| 3                 | 3 april 1910      | Zwitserland – Duitsland         | 2–3               | Vriendschappelijk                                | 5.000             |
| 4                 | 4 mei 1913        | Zwitserland – België            | 1–2               | Vriendschappelijk                                | 5.000             |
| 5                 | 23 december 1917  | Zwitserland – Oostenrijk        | 0–1               | Vriendschappelijk                                | 3.500             |
| 6                 | 16 mei 1920       | Zwitserland – Nederland         | 2–1               | Vriendschappelijk                                | 5.000             |
| 7                 | 21 april 1924     | Zwitserland – Denemarken        | 2–0               | Vriendschappelijk                                | 15.000            |
| 8                 | 10 oktober 1948   | Zwitserland – Tsjecho-Slowakije | 1–1               | Centraal-Europese Internationale Beker 1948-1953 | 22.000            |
| 9                 | 27 juni 1953      | Zwitserland – Denemarken        | 1–4               | Vriendschappelijk                                | 8.000             |